# Objectif 500 millions
Pour plus de détails, voir Fiche technique et Distribution.
Objectif 500 millions est un film franco-italien réalisé par Pierre Schoendoerffer et sorti en 1966.

## Synopsis
Emprisonné et destitué par le tribunal militaire à cause d’activités jugées subversives, le capitaine Richau vient d’être libéré. Après avoir vainement cherché du travail en ayant fait jouer ses rares relations militaires d’autrefois, il est contacté, un jour, par une jeune et belle femme, Yo, qui lui propose de participer à un braquage. Objectif : 500 millions de francs transportés par un avion devant décoller de l’aéroport d’Orly. Sa mission serait, après s’être introduit dans l'avion et avoir réussi à maîtriser l’équipage durant le vol, de sauter en parachute avec le sac contenant le pactole. Il retrouverait Yo et ses complices parmi lesquels une de ses anciennes connaissances, Pierre, ex-militaire d'Algérie responsable de sa condamnation. Richau accepte, mais avec des desseins secrets à l’égard de Pierre auquel il voue une rancune tenace…

## Fiche technique
- Titre original français : Objectif 500 millions
- Titre italien : Obiettivo 500 milioni
- Réalisation : Pierre Schoendoerffer, assisté de Philippe Fourastié et Boramy Tioulong
- Scénario : Pierre Schoendoerffer, Jorge Semprún
- Dialogues : Pierre Schoendoerffer, Jorge Semprún
- Musique : Pierre Jansen
- Chanson : Dis à ton capitaine, paroles de Maurice Tézé et musique de Guy Magenta,  interprétée par France Gall
- Photographie : Alain Levent
- Son : René Levert
- Montage : Armand Psenny
- Décors : Dominique André
- Costumes : Victoire, Jeanine Herrly
- Pays d'origine :  France,  Italie
- Langue : français
- Producteur : Georges de Beauregard
- Directeur de production : René Demoulin
- Sociétés de production : Rome-Paris Films (France), SNC (Société Nouvelle de Cinématographie, France), Laetitia Films (Italie)
- Société de distribution : Tamasa Distribution
- Format : noir et blanc — 35 mm — 1.66:1 — son monophonique
- Genre : film policier
- Durée : 94 minutes
- Date de sortie :  25 mars 1966

## Distribution
- Bruno Cremer : le capitaine Richau
- Marisa Mell : Yo
- Jean-Claude Rolland : Pierre
- Étienne Bierry : Douard
- Pierre Fromont : le commandant
- Maurice Auzel
- Robert Blome
- Henri Guégan